# Dust: An Elysian Tail
Dust: An Elysian Tail — компьютерная игра в жанрах Action/RPG и метроидвания, разработанная независимым дизайнером Дином Додриллом и изданная Microsoft Studios. Изначально проект был выпущен 15 августа 2012 года на консоли Xbox 360 посредством сервиса Xbox Live Arcade и впоследствии вышел на Microsoft Windows в сервисах Steam и GOG 24 мая и 7 ноября 2013 года, соответственно. Версия для Linux и OS X стала доступна 17 декабря 2013 года. Кроме того, игра была портирована на PlayStation 4 и вышла 7 октября в Северной Америке и 8 октября 2014 года в Европе. Также игра стала доступна для iOS 8 октября 2015 года.

## Сюжет
События Dust: An Elysian Tail разворачиваются в мире населённом антропоморфными существами, где протагонист по имени Даст приходит в себя около говорящего меча Лезвие Ахра и его хранительницы, Фиджет. Не помня ничего о своём прошлом, Даст следует совету Фиджет и помогает жителям мира в сопротивлении армии Генерала Гаиуса.

## Геймплей
Dust: An Elysian Tail является приключенческой игрой, использующей механики метроидвании для исследования уровней, что требует от игрока изучать и осваивать новые умения Даста для того, чтобы попасть в ранее недоступные места. Боевая система использует элементы Beat ’em up, где Даст может комбинировать атаки мечом с магией, которой владеет Фиджет, для победы над врагами.

## Разработка
Дин Додрилл писал программный код и создавал содержимое для игры практически в одиночку, полагаясь на внешнюю помощь только в вопросах озвучивания персонажей, изложения повествования и саундтрека игры.

## Отзывы, награды и продажи
| Сводный рейтинг | Сводный рейтинг                                                          |
| Агрегатор       | Оценка                                                                   |
| --------------- | ------------------------------------------------------------------------ |
| GameRankings    | 84,09 %                                                                  |
| Metacritic      | (PC) 85/100 (Xbox 360) 83/100 (PS4) 79/100 (iOS) 91/100 (Switch) 84/100. |

Игра получила преимущественно положительные отзывы. На сайте-агрегаторе Metacritic средняя оценка игры составляет 85 из 100 на основе 7 обзоров для платформы PC, 83 из 100 на основе 59 обзоров для платформы Xbox 360, 79 из 100 на основе 5 обзоров для платформы PS4, 91 из 100 на основе 4 обзоров для платформы iOS, 84 из 100 на основе 6 обзоров для платформы Switch.
Рецензенты в особенности хвалили игру за её художественный стиль.
К марту 2014 года, продажи игры превысили 1 миллион экземпляров. Летом 2018 года, благодаря уязвимости в защите Steam Web API, стало известно, что точное количество пользователей сервиса Steam, которые играли в игру хотя бы один раз, составляет 943 681 человек.